# Білінський Ярослав Петрович
Яросла́в Петро́вич Білі́нський (англ. Yaroslav Bilinsky;нар. 26 лютого 1932; Луцьк) — український та американський учений-політолог, доктор політичних наук Делаварського університету, дійсний член НТШ та УВАН. Президент УВАН (1984—1990).
Мешкає в штаті Делавер, (США).